# Björn Wiemer
Björn Wiemer (* 13. August 1966 in Hamburg) ist ein deutscher Slawist.

## Leben
Von 1987 bis 1992 studierte Wiemer Ostslavistik, Westslavistik und Allgemeine Sprachwissenschaft (ab 1987) an der Universität Hamburg und von 1990 bis 1991 an der Universität Leningrad (FilFak) sowie dem Institut für Sprachwissenschaften der Sowjetischen Akademie der Wissenschaften. Das Studium schloss er mit dem M.A. ab. Von 1993 bis 1995 absolvierte er Postgraduierten-Aufenthalte an der Universität Warschau (Institut für Polnische Sprache). Nach Abschluss des Promotionsverfahrens 1996 an der Universität Hamburg (Doktorvater: Volkmar Lehmann) war er von 1996 bis 2003 wissenschaftlicher Assistent am Lehrstuhl für Slavische Sprachwissenschaft (Walter Breu) an der Universität Konstanz, wo er sich 2002 habilitierte und von 2003 bis 2007 Hochschuldozent in der Fachgruppe Sprachwissenschaft war. Seit 2007 ist er Professor für Slavische Sprachwissenschaft an der Johannes Gutenberg-Universität Mainz.
Seine Forschungsinteressen sind Aspekt und andere Verbkategorien, Numerus der Substantive, Evidentialität und Modalität, Satzkomplementierung, Diathese, Alignment, Argumentstruktur, Grammatikalisierung und andere Phänomene des Sprachwandels, Areallinguistik (inklusive Dialektgeographie) und Sprachkontakte, insbesondere im slawisch-baltischen Raum.

## Schriften
- Diskursreferenz im Polnischen und Deutschen. Aufgezeigt an der narrativen Rede ein- und zweisprachiger Schüler. Sagner, München 1997, ISBN 3-87690-658-X.
- Renarracje ustne w języku polskim i niemieckim w wykonaniu uczniów jedno- i dwu-języcznych [Mündliche Renarrationen im Polnischen und Deutschen in der Ausführung ein- und zweisprachiger Schüler]. UW / Elipsa, Warschau 2004, ISBN 83-7151-335-6.
- mit Markus Giger: Resultativa in den nordslavischen und baltischen Sprachen. Bestandsaufnahme unter arealen und grammatikalisierungstheoretischen Gesichtspunkten (= LINCOM Studies in Language Typology. Band 10). Lincom, München 2005, ISBN 3-89586-476-5.
- Catching the elusive. Lexical evidentiality markers in Slavic languages. A questionnaire study and its background (= Slavolinguistica. Band 23). Lang, Berlin 2018, ISBN 3-631-75667-4.
- mit Eugen Hill, Daniel Kölligan und Jan-Niklas Linnemeier: Between the birth and death of future tenses. Related languages as a natural lab for research into grammatical change (= LINCOM Studies in Indo-European Linguistics. Band 58). LINCOM, München 2024, ISBN 978-3-96939-214-0.